# Jan Zygmunt Dąbrowski
Jan Zygmunt Dąbrowski (ur. 26 stycznia 1890 w Koniuchach, zm. wiosną 1940 w Charkowie) – doktor praw, pułkownik audytor Wojska Polskiego, sędzia Najwyższego Sądu Wojskowego w Warszawie, ofiara zbrodni katyńskiej.

## Życiorys
Syn Jana i Heleny. W 1909 zdał maturę w gimnazjum we Lwowie. Następnie studiował na Wydziale Prawa Uniwersytetu Lwowskiego. W 1917 uzyskał tytuł doktora praw.
Od 5 września 1914 walczył w szeregach Legionów Polskich. Od 14 listopada 1918 w Dowództwie Żandarmerii Polowej we Lwowie na stanowisku szefa Oddziału II. 10 maja 1919 awansował na kapitana. 18 czerwca 1919 został sędzią śledczym w Tymczasowej Nadzwyczajnej Komisji Rewizyjnej Sejmu Ustawodawczego. 6 sierpnia 1920 został zatwierdzony z dniem 1 kwietnia 1920 w stopniu majora w Korpusie Sądowym, w „grupie byłych Legionów Polskich”. W 1921 wykonując obowiązki we wspomnianej komisji pozostawał na ewidencji Oddziału VI Sztabu Ministerstwa Spraw Wojskowych.
3 maja 1922 został zweryfikowany w stopniu majora ze starszeństwem z dniem 1 czerwca 1919 i 54. lokatą w korpusie oficerów sądowych. W 1923 pełnił służbę w Wojskowym Sądzie Okręgowym Nr X w Przemyślu na stanowisku „sędziego śledczego dla spraw szczególnej wagi”. 1 kwietnia 1924 został przeniesiony do Wojskowego Sądu Okręgowego Nr VI we Lwowie na stanowisko sędziego śledczego. W 1928 w Departamencie Sprawiedliwości Ministerstwa Spraw Wojskowych w Warszawie zajmuje stanowisko referenta. 14 kwietnia 1930 Prezydent RP mianował go prokuratorem przy wojskowych sądach okręgowych, a Minister Spraw Wojskowych zatwierdził na stanowisku prokuratora przy Wojskowym Sądzie Okręgowym Nr IV w Łodzi. 2 grudnia 1930 został mianowany podpułkownikiem ze starszeństwem z dniem 1 stycznia 1931 i 6. lokatą w korpusie oficerów sądowych. 26 lutego 1931 został przeniesiony do Prokuratury przy Wojskowym Sądzie Okręgowym Nr VI we Lwowie na stanowisko prokuratora. Trzy lata później został przeniesiony na równorzędne stanowisko w Prokuraturze przy Wojskowym Sądzie Okręgowym Nr V w Krakowie. 31 sierpnia 1935 Prezydent RP zwolnił go ze stanowiska prokuratora przy wojskowych sądach okręgowych i mianował sędzią orzekającym w wojskowych sądach okręgowych, a minister spraw wojskowych przeniósł z Prokuratury przy WSO Nr V do Wojskowego Sądu Okręgowego Nr V na stanowisko szefa sądu. Na pułkownika awansował ze starszeństwem z dniem 1 stycznia 1936 w korpusie oficerów sądowych. W 1937 został mianowany sędzią Najwyższego Sądu Wojskowego w Warszawie.
W 1937 był członkiem wydziału honorowego klubu LKS Pogoń Lwów.

W czasie kampanii wrześniowej 1939 był szefem służby sprawiedliwości Armii „Modlin”, a następnie Armii gen. Przedrzymirskiego. Po agresji ZSRR na Polskę z 17 września 1939 dostał się do niewoli sowieckiej. Przebywał w obozie w Starobielsku. Wiosną 1940 został zamordowany przez funkcjonariuszy NKWD w Charkowie i pogrzebany w Piatichatkach, gdzie od 17 czerwca 2000 mieści się oficjalnie Cmentarz Ofiar Totalitaryzmu w Charkowie.
Postanowieniem nr 112-48-07 Prezydenta RP Lecha Kaczyńskiego z 5 października 2007 został awansowany pośmiertnie do stopnia generała brygady. Awans został ogłoszony 9 listopada 2007 w Warszawie, w trakcie uroczystości „Katyń Pamiętamy – Uczcijmy Pamięć Bohaterów”.

## Ordery i odznaczenia
- Krzyż Niepodległości (9 listopada 1931)[22]
- Krzyż Oficerski Orderu Odrodzenia Polski (10 listopada 1938)[23]
- Krzyż Walecznych (dwukrotnie, po raz pierwszy w 1922)[24]
- Złoty Krzyż Zasługi (17 marca 1930)[25]
- Medal Pamiątkowy za Wojnę 1918–1921
- Medal Dziesięciolecia Odzyskanej Niepodległości